# Rainmaker Studios
A Rainmaker Studios, juntamente de sua divisão de produções televisivas Mainframe Studios (anteriormente conhecida como Rainmaker Entertainment e, antes disso, como Mainframe Entertainment), é uma empresa canadense de animação digital fundada em 1979 com sede em Vancouver. Listada na bolsa de valores Toronto Stock Exchange, a empresa é conhecida por criar animações como Hot Wheels: AcceleRacers, Shadow Raiders, Beast Wars, Beast Machines e pela produção de alguns filmes da série animada da Barbie. ReBoot (produzido pela Mainframe Entertainment e outros) foi a primeira série de televisão inteiramente animada por computador do mundo.
Ian Pearson e Gavin Blair, fundadores da empresa, participaram na animação do clip da música Money for Nothing, da banda Dire Straits em 1985, que levou os prêmios Videoclipe do Ano e Melhor Videoclipe de Grupo nos MTV Video Music Awards de 1986.